# Rambla de les Ovelles

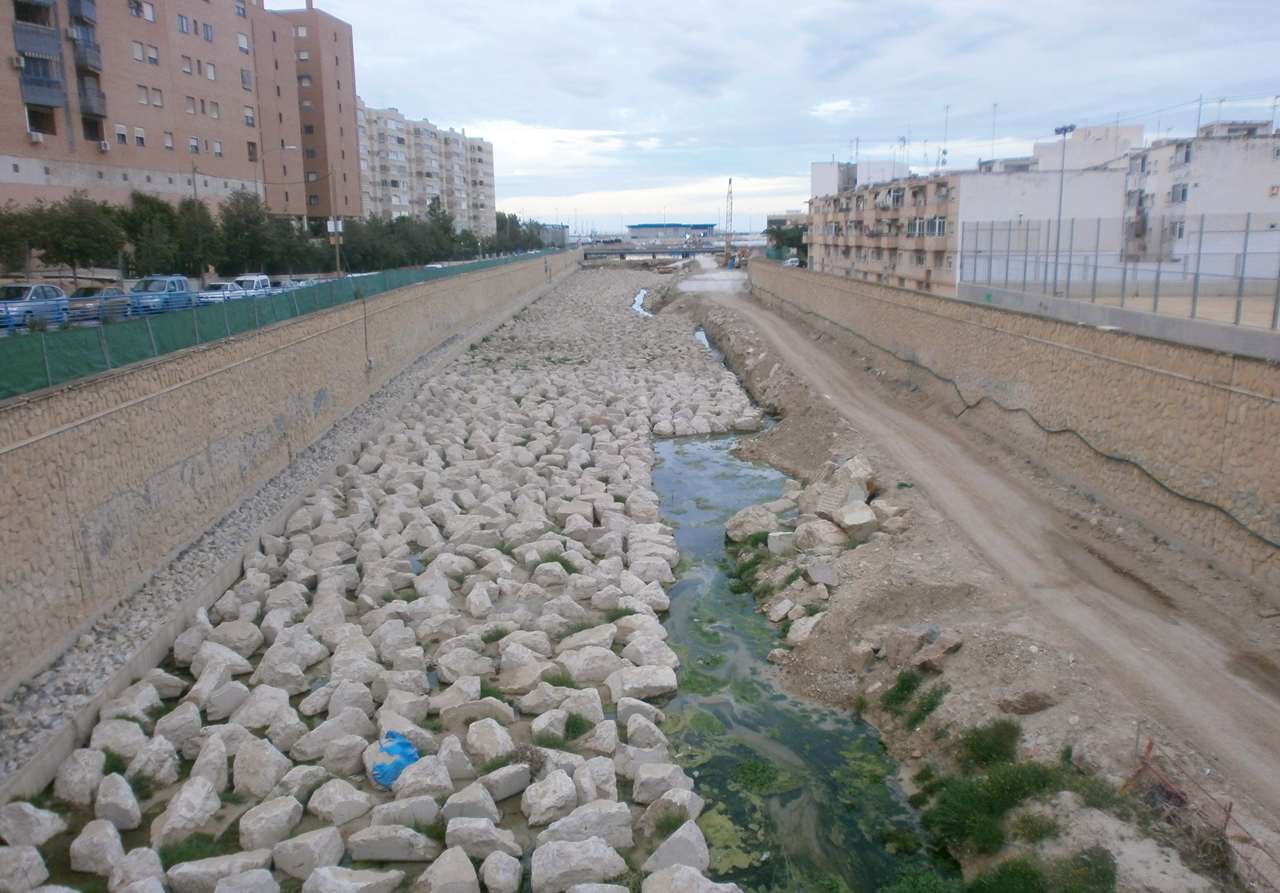
La rambla de les Ovelles

La rambla de les Ovelles o barranc de les Ovelles és un curs d'aigua de la província d'Alacant. S'origina al peu del Maigmó, a 1.100 metres d'altura i arreplega les aigües de les serres del Maigmó, Sit i altres de menor altura a través de nombroses rambles tributàries. Desemboca al sud de la ciutat d'Alacant, entre els barris del Baver i Sant Gabriel.
- Conca: 226 km².
- Longitud: 22,7 km.
- Cabal mitjà: 0 m³/s.
- Afluents: rambla del Rambutxar, rambla de Pepió, rambla d'Alabastre, rambla de la Sarsa.
- Règim fluvial: el seu llit normalment sec experimenta fortes crescudes a conseqüència de pluges torrencials. Així en 1982 va arribar a 400 m³/s en Alacant i va causar greus destrosses i pèrdues humanes. Per eixe motiu, ha sigut canalitzada dotant el llit d'una capacitat potencial de 735 m³/s. En les inundacions de 1997 va arribar a 100 m³/s.
- Poblacions que travessa: Alacant.